# Eumorphus coloratus coloratus
Eumorphus coloratus coloratus es una subespecie de coleóptero de la familia Endomychidae.

## Distribución geográfica
Habita en Java.